# Аристов, Сергей Васильевич
Серге́й Васи́льевич А́ристов (1909 — ?) — советский военачальник, полковник (02.10.1942), командор ордена Британской империи (1944).

## Биография
Родился в селе Западинцы, ныне в Красиловском районе Хмельницкой области. Русский.
До службы в армии работал плотником в Шепетовской строительной конторе и в конторе военстроя при 2-й кавалерийской дивизии Червонного казачества УВО в городе Староконстантинов, с января 1928 года — инструктором организационной работы и заведующим агитационно-пропагандистским отделом в Староконстантиновском райкоме ЛКСМ Украины.

## Военная служба
24 октября 1928 года призван в РККА Староконстантиновским РВК и направлен в 38-й кавалерийский полк 7-й кавалерийской дивизии БВО. По окончании полковой школы с мая 1930 года там же проходил службу младшим командиром, ответственным секретарем бюро комсомола, пом. командира эскадрона по политической части. Член ВКП(б) с 1930 года.
В 1931 году выдержал экстерном испытание за кавалерийскую школу при Объединенной Белорусской военной школе и в феврале 1932 года был назначен помощником командира по политической части отдельного дивизиона связи 3-го кавалерийского корпуса. С мая 1933 года по апрель 1934 года временно исполнял должность командира этого дивизиона, затем вновь вернулся в 38-й кавалерийский полк и проходил службу ответственным секретарем партбюро, политруком эскадрона.
В июне 1935 года переведен в 37-й кавалерийский полк 7-й кавалерийской дивизии на должность политрука полковой школы. С ноября служил в той же должности в 105-м кавалерийском полку 27-й кавалерийской дивизии, с марта 1936 года временно исполнял должность начальника полковой школы. В сентябре переведен в 108-й кавалерийский полк ответственным секретарем партбюро, затем был командиром эскадрона, помощником начальника штаба и начальником штаба полка, врид командира полка.
В августе 1938 года капитан Аристов назначен начальником штаба 106-го кавалерийского полка Особой Краснознаменной кавалерийской дивизии им. И. В. Сталина. В июне 1939 года был откомандирован на учёбу в Военную академию РККА им. М. В. Фрунзе.

### Великая Отечественная война
С началом войны майор Аристов был досрочно выпущен из академии и 6 июля 1941 года назначен начальником штаба 50-го кавалерийского полка 53-й отдельной кавалерийской дивизии, находившейся на формировании в СКВО в городе Ворошилов (ныне г. Ставрополь). В середине июля дивизия была передислоцирована на Западный фронт, где в составе группы генерал-майора В. А. Хоменко (30-я армия), затем кавалерийской группы генерал-лейтенанта И. И. Масленникова (22-я армия) участвовала в Смоленском сражении, вела бои в районе Борки, ст. Жарковский, р. Межа (юго-восточнее г. Великие Луки). Во второй половине августа — начале сентября в составе кавалерийской группы генерала Л. М. Доватора совершила двухнедельный рейд по тылам врага, затем в составе 29-й и 30-й армий Западного фронта занимала оборону на реке Лоснянка.
В октябре 1941 года майор Аристов назначен врид начальника оперативного отдела 53-й отдельной кавалерийской дивизии. Участвовал с ней в битве под Москвой, в Вяземской, Можайско-Малоярославецкой и Клинско-Солнечногорской оборонительных операциях. Приказом НКО СССР от 26 ноября 1941 года дивизия была преобразована в 4-ю гвардейскую. С декабря 1941 года Аристов вступил в должность начальника птаба 4-й гвардейской кавалерийской дивизии. В составе 2-го гвардейского кавалерийского корпуса Западного фронта участвовал с ней в контрнаступлении под Москвой, в Клинско-Солнечногорской и Ржевско-Вяземской наступательных операциях.
С марта 1942 года подполковник Аристов исполнял должность начальника оперативного отдела штаба 2-го гвардейского кавалерийского корпуса, с мая — командира 11-го гвардейского кавалерийского полка 4-й гвардейской кавалерийской дивизии. В августе полк в составе дивизии участвовал в Ржевско-Сычевской наступательной операции. В середине сентября дивизия вела тяжелые оборонительные бои на плацдарме на реке Гжать. В конце января — начале февраля 1943 года она была передислоцирована на Центральный фронт и вела наступательные бои на севском направлении. В конце июля — августе 1943 года её части, в том числе и 11-й гвардейский кавалерийский полк полковника Аристова, отличились в Курской битве, Орловской наступательной операции. С 24 августа она была выведена в резерв Брянского фронта, затем после пополнения в составе корпуса участвовала в Брянской наступательной операции, в боях против кировской и людиновской группировок противника. С 30 сентября дивизия действовала в 63-й, затем 65-й армиях на Центральном (с 20.10.1943 — Белорусском) фронте. В ноябре её части участвовали в Гомельско-Речицкой наступательной операции.
С 18 февраля 1944 года полковник Аристов вступил в командование 1-й гвардейской кавалерийской дивизией 1-го гвардейского кавалерийского корпуса. В составе войск 13-й армии 1-го Украинского фронта дивизия участвовала в Проскуровско-Черновицкой наступательной операции. С 18 апреля по 11 июля 1944 года дивизия вместе с корпусом находилась в резерве 1-го Украинского фронта, затем участвовала в Львовско-Сандомирской наступательной операции. В первый же день операции 16 июля 1944 года при вводе дивизии в прорыв обороны противника в полосе 13-й армии на рава-русском направлении полковник Аристов был тяжело ранен в результате чего потерял обе ноги и был эвакуирован в тыл. До конца войны находился в госпиталях в городах Ровно и Москва.

### Послевоенное время
25 апреля 1946 года полковник Аристов уволен в отставку.

## Награды

### СССР
- орден Ленина (12.04.1942)[3][4]
- два ордена Красного Знамени (22.09.1942[5], 20.09.1944[6])
- орден Суворова III степени (20.09.1943)[7]
- орден Отечественной войны I степени (06.06.1943)[8]
- два ордена Красной Звезды (03.11.1941[9], 03.11.1944[10][11])

- Медали, в том числе:
  - «За оборону Москвы»
  - «За победу над Германией в Великой Отечественной войне 1941—1945 гг.»

Приказы (благодарности) Верховного Главнокомандующего в которых отмечен Аристов С. В.
- За прорыв сильной, глубоко эшелонированной обороны немцев на львовском направлении, продвижение в глубину до 50 километров, расширение прорыва до 200 километров по фронту, овладение городами Порицк, Горохов, Радзехов, Броды, Золочев, Буек, Каменка, городом — крупным железнодорожным узлом Красное и захват свыше 600 других населенных пунктов. 18 июля 1944 года № 140.

### Иностранные награды
- Командор ордена Британской империи (Великобритания 1944)[13]